# Мелетій Антіохійський
Святи́й Меле́тій Антіохі́йський (грец. Μελέτιος Αντιοχείας; Малатья — 381, Константинополь) — вірменський святий, єпископ Севастії, аскет, згодом Антіохійський патріарх.

## Життєпис
Святий Мелетій народився у вірменському місті Мелітині. Ще юнаком ревно вправлявся в умертвленні. Невдовзі Мелетія, який мав «медове ім'я і медові звичаї», вибрали єпископом Севастії, а у 361 році він став Антіохійським патріархом.
Мелетій тричі перебував на засланні за вірність Христовій Церкві, невтомно працюючи над усуненням аріанської єресі. Він скликав в Антіохії Собор, на якому 27 єпископів визнали віру в Божественність Ісуса Христа і засудили вчення єретика Арія.
У 381 році в Константинополі відбувся Синод східних єпископів, головою якого було обрано Мелетія, однак, патріарх несподівано занедужав і помер під час цього Синоду.
Пам'ять — 25 лютого.